# Menachem Poruš
Menachem Poruš (hebrejsky: מנחם פרוש, žil 2. dubna 1916 – 21. února 2010) byl izraelský politik a poslanec Knesetu za strany Náboženská fronta Tóry, Agudat Jisra'el a Sjednocený judaismus Tóry.

## Biografie
Narodil se v Jeruzalémě, kde zároveň získal náboženské vzdělání získal v ješivě Ec chajim. Hovořil jidiš a anglicky. Jeho syn Me'ir Poruš se také stal politikem a členem Knesetu.

## Politická dráha
Už v letech 1932–1938 působil jako zahraniční zpravodaj pro noviny napojené na ultraortodoxní Židy. V letech 1949–1963 byl editorem novin Kol Jisra'el. V letech 1950–1951 působil coby editor listu ha-Mevaser. Založil síť denních pečovatelských zařízení pro děti, angažoval se v rozvoji vzdělávací sítě ultraortodoxních Židů. Byl členem vedení organizace a politické strany Agudat Jisra'el. V letech 1969–1974 působil jako místostarosta Jeruzaléma.
V izraelském parlamentu zasedl poprvé po volbách v roce 1959, do nichž šel za stranu Chazit datit Toratit (Náboženská fronta Tóry). Stal se členem výboru pro ústavu, právo a spravedlnost a výboru pro vzdělávání a kulturu. V průběhu volebního období se společný blok Chazit datit Toratit rozpadl a Poruš přešel do samostatného klubu frakce Agudat Jisra'el. Za ní obhájil mandát ve volbách v roce 1961. Byl opět členem výboru pro ústavu, právo a spravedlnost a výboru pro vzdělávání a kulturu. Za stejnou stranu byl zvolen i ve volbách v roce 1965. Znovu nastoupil do výboru pro ústavu, právo a spravedlnost a výboru pro vzdělávání a kulturu. Byl rovněž členem zvláštního výboru pro posouzení základního a středního školství v Izraeli. Opětovně byl na kandidátní listině Agudat Jisra'el zvolen ve volbách v roce 1969, po nichž setrval v parlamentním výboru pro ústavu, právo a spravedlnost a výboru pro vzdělávání a kulturu. Ve volbách v roce 1973 se opět utvořila střechová kandidátní listina Chazit datit Toratit (s Agudat Jisra'el coby její součástí). Za ní se Poruš opětovně dostal do Knesetu. Stal se znovu členem výboru pro ústavu, právo a spravedlnost a výboru pro vzdělávání a kulturu. Dále zasedal ve výboru House Committee. Ovšem během volebního období, v listopadu 1975, na členství v Knesetu rezignoval a nahradil ho Šlomo Ja'akov Gross.
Dalšího zvolení se Poruš dočkal ve volbách v roce 1977, do kterých nastoupil za samostatně kandidující Agudat Jisra'el. Zastával post předsedy výboru práce a sociálních věcí a podvýboru pro odchody z center denní péče. O mandát nepřišel ani po volbách v roce 1981 (znovu coby kandidát Agudat Jisra'el). Nadále držel post předsedy výboru práce a sociálních věcí. Kromě toho předsedal podvýboru pro účinky azbestu. Opětovně prodloužení mandátu mu přinesly volbách v roce 1984 (za Agudat Jisra'el), po nichž se stal členem výboru pro ekonomické záležitosti, výboru pro imigraci a absorpci a výboru House Committee. Za Agudat Jisra'el úspěšně kandidoval i ve volbách v roce 1988. Usedl poté do výboru pro zahraniční záležitosti a obranu, výboru House Committee, výboru finančního a výboru pro záležitosti vnitra a životního prostředí.
Naposledy se dočkal zvolení do parlamentu ve volbách v roce 1992, tentokrát na střechové kandidátní listině Sjednocený judaismus Tóry, do které se sdružila pro tyto volby Agudat Jisra'el. Zastával funkci člena výboru pro drogové závislosti a výboru pro záležitosti vnitra a životního prostředí. Mandát ale ukončil v průběhu volebního období v červnu 1994. Nahradil ho Avraham Verdiger.
Zastával i vládní funkce. Konkrétně šlo o post náměstka ministra práce a sociální péče, který držel v letech 1984–1985 a znovu v letech 1990–1992.
Zemřel 21. února roku 2010 ve věku 93 let a je pochován na jeruzalémském hřbitově Har ha-Menuchot.